# Marisa Serrano
Marisa Joaquina Monteiro Serrano (Bela Vista, 21 de junho de 1947) é uma educadora e política brasileira filiada ao Partido da Social Democracia Brasileira (PSDB).

## Biografia
Formada em Letras e Pedagogia, Marisa ocupou dentre outros cargos os de professora, supervisora, diretora de escola e secretária de Educação do Mato Grosso do Sul. Marisa é autora de 2 coleções de livros didáticos: Novos Rumos em Comunicação e Comunicação em Língua Portuguesa.
A vida pública de Marisa teve início em 1977, ao eleger-se vereadora de Campo Grande. Ocupou a Secretaria de Estado da Educação entre 1980 e 1982.
Foi filiada à ARENA, ao PDS, ao PFL, ao PST, ao PMDB e ao PSDB – ao qual é filiada desde 1997 até hoje.
Em 1994, elegeu-se deputada federal, reelegendo-se já pelo PSDB em 1998. Na Câmara, participou da redação final da Lei de Diretrizes e Bases da Educação e da elaboração do Plano Nacional de Educação – PNE.
Entre 2000 e 2002 presidiu o Parlamento Cultural do Mercosul, tendo criado o curso de mestrado em Gestão de Política Cultural que funciona na Universidade de Palermo, em Buenos Aires, atendendo a estudantes oriundos de todo o bloco Mercosul.
Em 2002, concorreu ao governo de Mato Grosso do Sul, sendo derrotada no segundo turno por Zeca do PT.
Em 2004, foi eleita vice-prefeita de Campo Grande na chapa encabeçada pelo peemedebista Nelson Trad Filho.
Em 2006, Marisa licenciou-se da prefeitura para disputar as eleições para o Senado. Tendo obtido 607.584 votos (53,1% dos válidos), tornou-se a primeira mulher eleita senadora pelo seu estado. Presidiu a CPMI que apurou o Escândalo dos cartões corporativos.
Renunciou ao cargo de senadora no dia 27 de junho de 2011, para ocupar o cargo de conselheira do TCE-MS. Em seu lugar, assumiu o seu suplente e correligionário Ruben Figueiró. Se aposentou do cargo em 6 de novembro de 2017. 